# پیت سشنز
پیت سشنز (انگلیسی: Pete Sessions؛ زاده ۲۲ مارس ۱۹۵۵) نمایندهٔ حوزه انتخابیه کالیفرنیا از جمهوری‌خواه در مجلس نمایندگان ایالات متحده آمریکا است که برای نخستین‌بار در ۱۶ ژانویه ۱۹۹۷ میلادی به‌عضویت این مجلس درآمد.